# 兰迪·布莱斯过失致死案件
兰迪·布莱斯过失杀人案是发生在捷克共和国一起案件，起因于2010年上帝羔羊乐队在布拉格的演唱会中，一名19岁的粉丝丹尼尔·诺塞克（Daniel Nosek）头部受伤，导致昏迷并最终死亡。在调查过程中，捷克警方曾向美国当局请求合作，但未获成功。两年后，当乐队再次回到捷克共和国举办演唱会时，主唱兰迪·布莱斯被逮捕，被控导致诺塞克死亡，并被拘留了五周。
根据2013年3月5日布拉格市法院作出的判决，已证实布莱斯将诺塞克推下舞台，因此对他的死亡负有道义责任。然而，由于具体情况，布莱斯未被追究刑事责任，大部分责任在于主办方和安保人员。2013年6月5日，布拉格高等法院维持了这一无罪判决。
这次审判被记录在唐·阿格特执导的电影《宫殿燃烧时》中。 

## 2010年演唱会事故

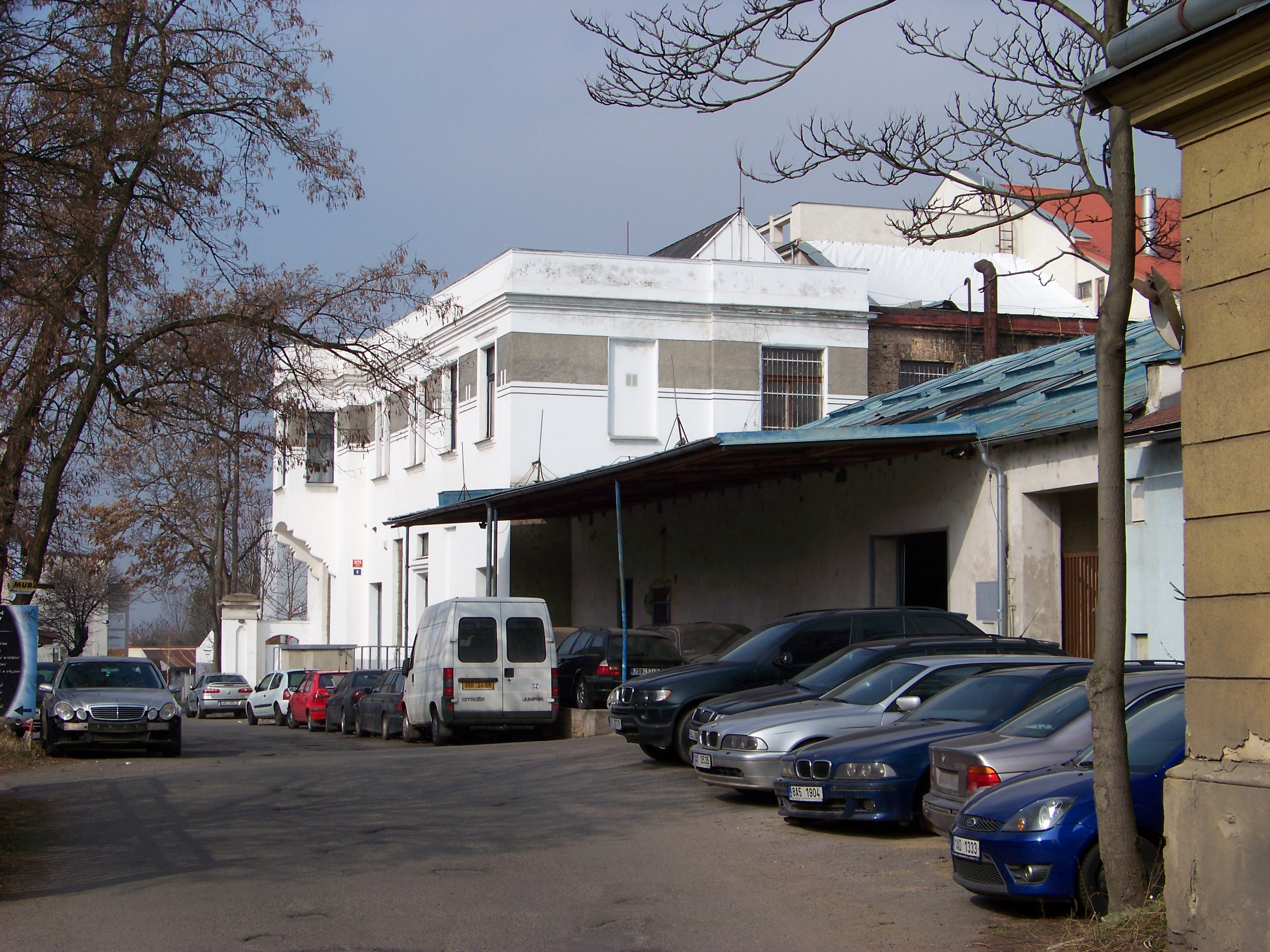
科希策街（Na Košince）位于俱乐部阿巴顿（Abaton）前方（背景中的白色建筑）。

2010年5月24日，在布拉格俱乐部阿巴顿（Abaton）举行的一场音乐会上，布莱斯卷入了一起导致19岁乐迷丹尼尔·诺塞克死亡的事件。捷克在线日报aktuálně.cz在布莱斯被捕后援引目击者陈述报道，称布莱斯曾在歌曲间隙高喊“来吧！”，该报指出，这可能是为了邀请观众鼓掌，并非直接邀请乐迷上台。该报进一步报道称，这名乐迷失去了平衡试图爬上舞台，随后被歌手从舞台上扔下，头朝后重重摔在地上。据同一家媒体报道，诺塞克当时并未受毒品或酒精影响，但遭受了严重的脑外伤，陷入昏迷，并在数周后因伤势过重去世。
2010年5月26日，topzine.cz发布了一篇关于那场音乐会的报道，里面提到：“让人意外的一点是主唱兰道尔·布莱斯的表现，他好几次都挺狠地把爬上台的乐迷打了下去。”文章还配了几张照片，其中一张显示布莱斯把一个人按在地上。另外，metalopolis.net在演出后的两天内也发布了一篇报道说：“兰迪毫不客气地放倒了一个不知天高地厚的乐迷，那人之前已经多次爬上舞台。主唱用行动表明这里是他的地盘，他把闯入者打倒在地，又揍了几下，然后直接把他扔下了舞台，而且连唱歌都没停！” 2010年5月28日，marastmusic.com写道：“有人破头流血就说明了乐队对上台行为的态度——他们不喜欢这样。” 而abysszine.com则评论称：“这场演出唯一的负面印象，说得客气点，就是乐队对待冲上舞台的人方式太有争议了……只要有人试图登台，就会被粗暴地赶下去。”
布莱斯被捕后，该场音乐会的主办方托马斯·菲亚拉表示，布莱斯和那名乐迷之间并没有发生打斗，并称“这只是演出期间发生的不幸事件，有人爬上了他不该去的舞台”。据上帝羔羊乐队的宣传公司Adrenaline PR表示：“这次事件涉及一名在演出过程中三次跃过围栏冲向兰迪的乐迷。据说第三次时安保人员没能及时赶到，兰迪便将他推回观众群，结果那人摔倒并撞到了头。”然而，在审判过程中披露出，此前曾与布莱斯有过接触的并不是诺塞克，而是另一位乐迷。吉他手威利·阿德勒则表示：“我不记得那场演出的具体情况，更不记得有乐迷在舞台上被打的事。如果真发生了这种事，考虑到发生在Dime乐队演出中的事情，我想我应该会注意到。”
据布莱斯的律师马丁·拉德万 (Martin Radvan) 表示，诺塞克在昏迷约一个月后去世，警方随后展开了调查。在采访了多名音乐会目击者后，警方请求美国司法部协助调查，但遭到拒绝，而且美方没有通知上帝羔羊乐队或其管理层中的任何人。

## 逮捕和指控
2012年6月27日，布莱斯因涉嫌过失杀人被捷克警方逮捕。原定于2012年6月28日在布拉格举行的上帝羔羊乐队演出也因此取消，原因是布莱斯在抵达鲁日涅机场时即被逮捕。
据TV Nova报道，布莱斯表示自己此前并不知道诺塞克的死讯，并对此表达了歉意。
2012年6月29日，一名警方发言人表示，警方已根据捷克刑法第146(4)条正式对布莱斯提出指控，该条款涉及故意造成他人身体伤害并导致死亡（即过失杀人）。若罪名成立，他将面临5至10年的监禁。

## 法院羁押与保释

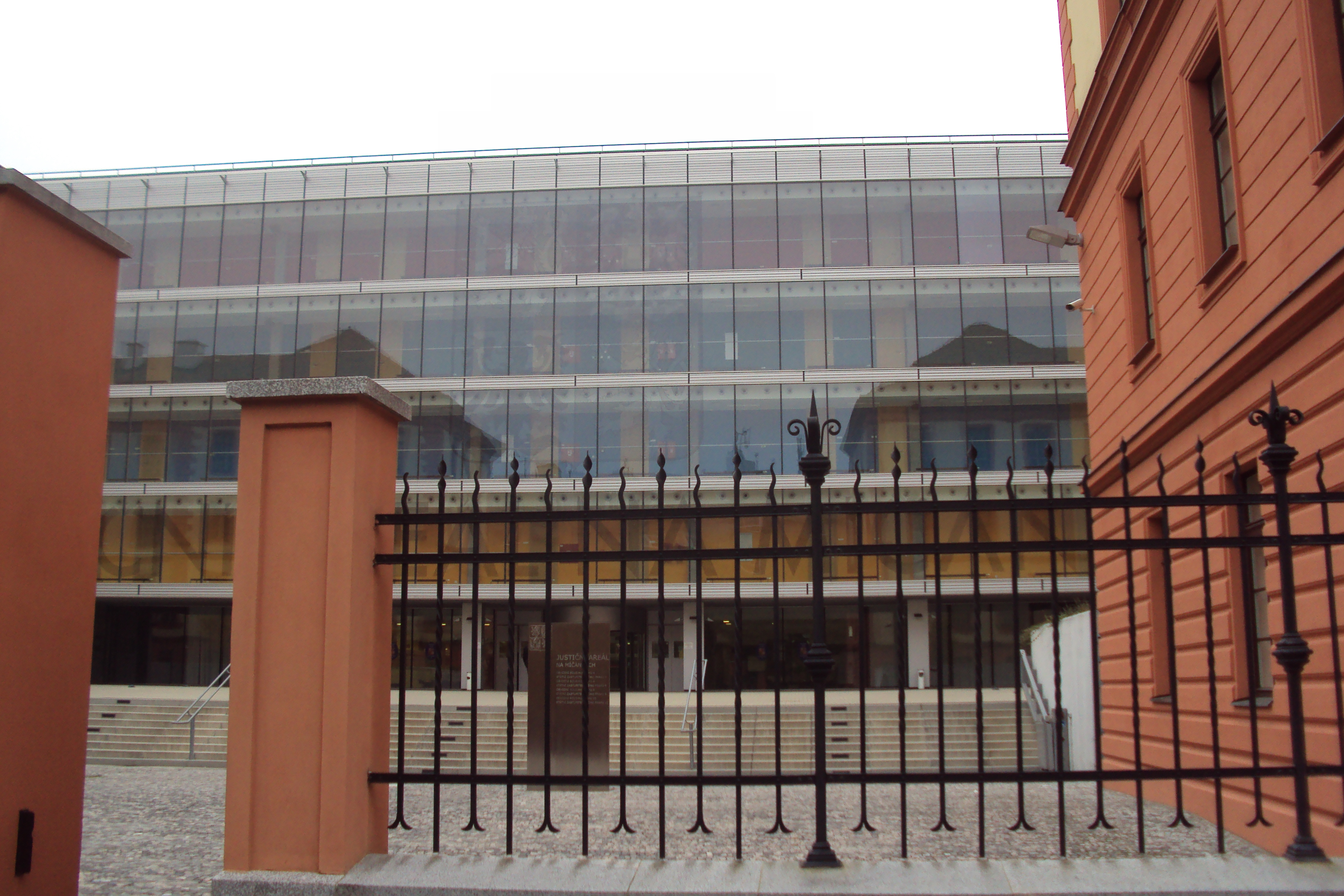
司法大楼纳米奇安卡（Na Mičánkách），位于布拉格第八区法院所在地，该法院负责对布莱斯的羁押和保释作出裁决。

2012年6月30日，检察官提出动议，要求对布莱斯实施审前羁押候审，理由是他有潜逃风险。同日举行的听证会上，布拉格第八区法院法官彼得·法萨蒂（Petr Fassati）裁定布莱斯须被羁押，但可缴纳400万捷克克朗（约合20万美元）保释金，这一金额据称相当于布莱斯的年收入。布莱斯随后被关押在潘克拉茨监狱（Pankrác Prison）。保释金于2012年7月3日中午前汇入法院的银行账户。在此之后，检察官有三个工作日的时间决定接受保释或提出上诉。但由于适逢公共假期，直到2012年7月9日，检察官才向上诉法院——布拉格市法院提交了异议申请。
2012年7月17日，由法官卢博什·弗尔巴（Luboš Vrba）领导的布拉格市法院三名法官组成的合议庭推翻了此前的保释决定，将保释金额提高至800万捷克克朗（约合40万美元）。随后，检察官对释放条件提出异议，试图要求布莱斯必须留在捷克境内，和/或在案件审理结束前定期到指定警察局报到。2012年8月2日，上诉法院驳回了检察官的第二次异议，并下令立即释放布莱斯。次日，布莱斯离开捷克共和国。他在接受TV Nova采访时声称，自己会在审判时返回。

## 起诉和审判
2012年11月13日，布拉格总检察长办公室发言人宣布，警方已正式结束调查，并建议检察官对布莱斯提起起诉。在审阅案卷后，检察官于2012年11月30日以此前所述罪名正式对布莱斯提起诉讼。两周后，一名法官裁定审判将于2013年2月4日开始，并计划在连续四天内完成审理。布莱斯被传唤亲自出庭。
本案由布拉格市法院的一个合議庭审理，成员包括主审法官托马斯·库博维茨（Tomáš Kubovec）和两名陪审员。根据捷克法律，审判公开进行。通常情况下，法院必须就起诉书中所述的行为作出裁决，但不受检察官对案件的法律定性所约束。
被告和检察官均可对判决提出上诉，上诉将由布拉格高等法院的一个三名职业法官组成的合议庭审理。二审法院的判决为最终决定，具有法律效力。不过，被告或最高检察官仍可提出非常上诉，该非常上诉将由位于布尔诺的捷克共和国最高法院审理。但非常上诉仅限于法律适用问题，不会对案件进行全面复审。在穷尽所有上述救济途径后，被告还可以向捷克宪法法院提出申诉，指控其权利受到《捷克共和国宪法》或《基本权利与自由宪章》的侵犯。

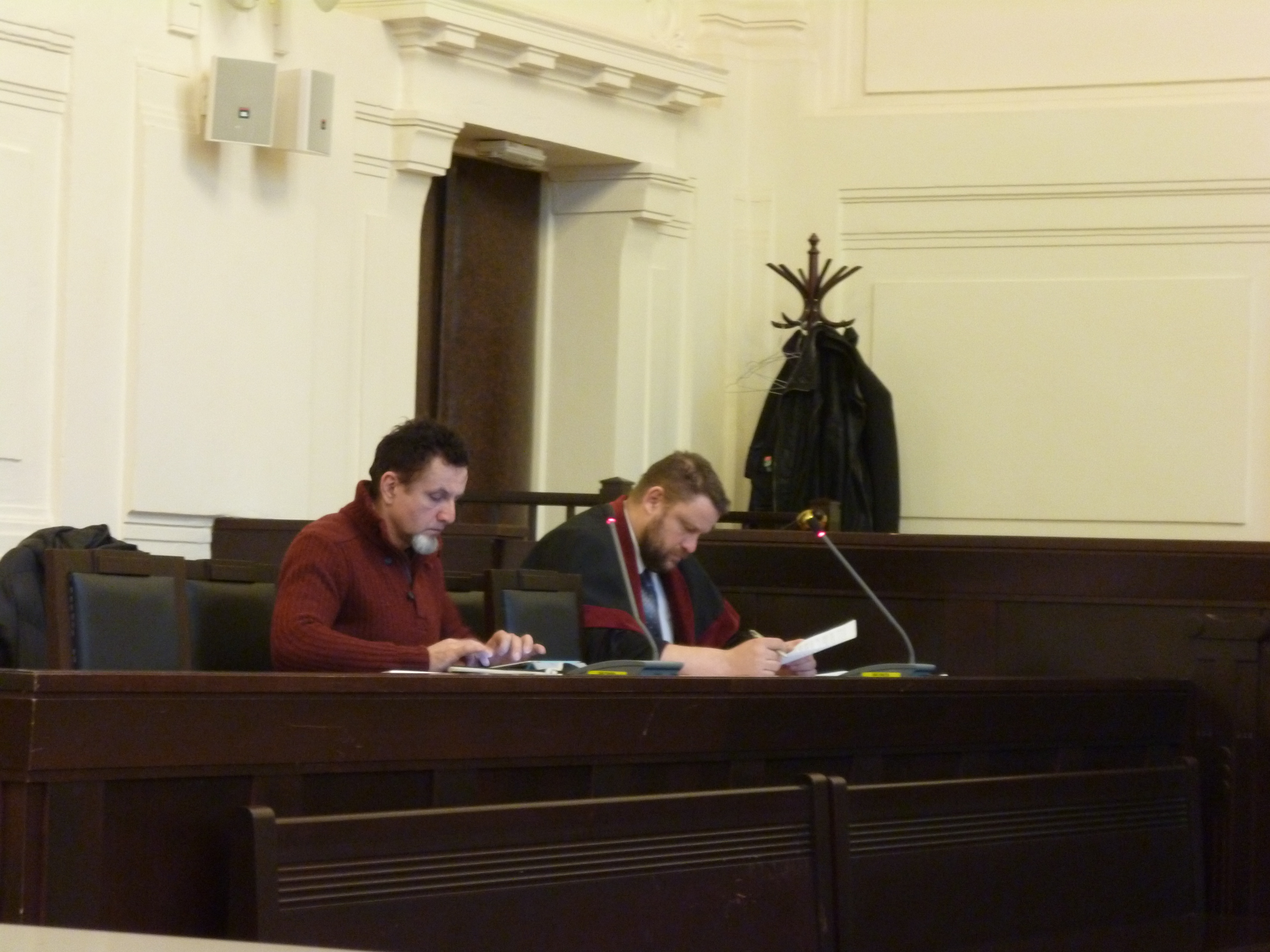
国家检察官弗拉基米尔·穆日克（右）

对布莱斯提起公诉的是检察官弗拉迪米尔·穆日克（Vladimír Mužík）。穆日克曾审理过多起谋杀案件，例如卢博什·米卡（Luboš Mika）案（被判终身监禁），罗马·菲德勒（Roman Fidler）案（一审被判终身监禁，上诉后改判为25年监禁），玛丽亚·佐洛图金诺娃（Maria Zolotukinová）案（判处13年监禁）和彼得·普罗查兹卡（Petr Procházka）案（判处11年监禁）。此外，他还曾处理安德拉尼克·索戈扬（Andranik Soghojan）案，此人被指控为俄罗斯黑手党头目。穆日克要求对其判处25年监禁，罪名是下令实施一起谋杀。布拉格市法院一审以证据不足为由裁定索戈扬无罪；但该判决在上诉中被高等法院撤销，案件将由另一个市法院审判庭重新审理。穆日克经手的另一起因证据不足而最终宣告无罪的谋杀案涉及米罗斯拉夫·鲁斯（Miroslav Rus），他被起诉与捷克足協副主席米罗斯拉夫·克日日（Miroslav Kříž）失踪案有关。

### 辩护律师
兰迪·布莱斯由布拉格律师马丁·拉德万（Martin Radvan）和弗拉迪米尔·亚布隆斯基（Vladimír Jablonský）代理。拉德万曾在查理大学法学院和纽约大学法学院学习法律。1990年至1992年，他曾担任时任捷克总理总理马里安·恰尔法的外部顾问。拉德万曾是贝克·麦坚时师事务所的合伙人，1996年创办了自己的律师事务所Radvan & Co.。他同时也是“2000论坛”理事会成员。
亚布隆斯基因代理耶克塔·乌尊奥卢（Yekta Uzunoglu）案而闻名。乌尊奥卢是一名库尔德人，1994年首次被控策划三起谋杀，并涉及敲诈和酷刑指控。该案成为捷克历史上历时最长的刑事案件之一，因为证人和所谓受害者陆续撤回或更改证词，最终布拉格市法院于2007年裁定乌尊奥卢无罪。法院认为，虽然相关罪行确实发生，但没有证据表明乌尊奥卢参与其中。亚布隆斯基还曾代表帕维尔·纳吉（Pavel Nagy）出庭，后者被控收受贿赂。案件最终以纳吉被认定精神失常、不负刑事责任告终。此外，亚布隆斯基还曾在一名为捷克名人服务的理发师涉嫌强奸和酷刑一案中担任辩护律师。在审理过程中，法官因认为亚布隆斯基“行为接近藐视法庭”，将其送交捷克律师协会纪律委员会处理。

### 庭审第一天

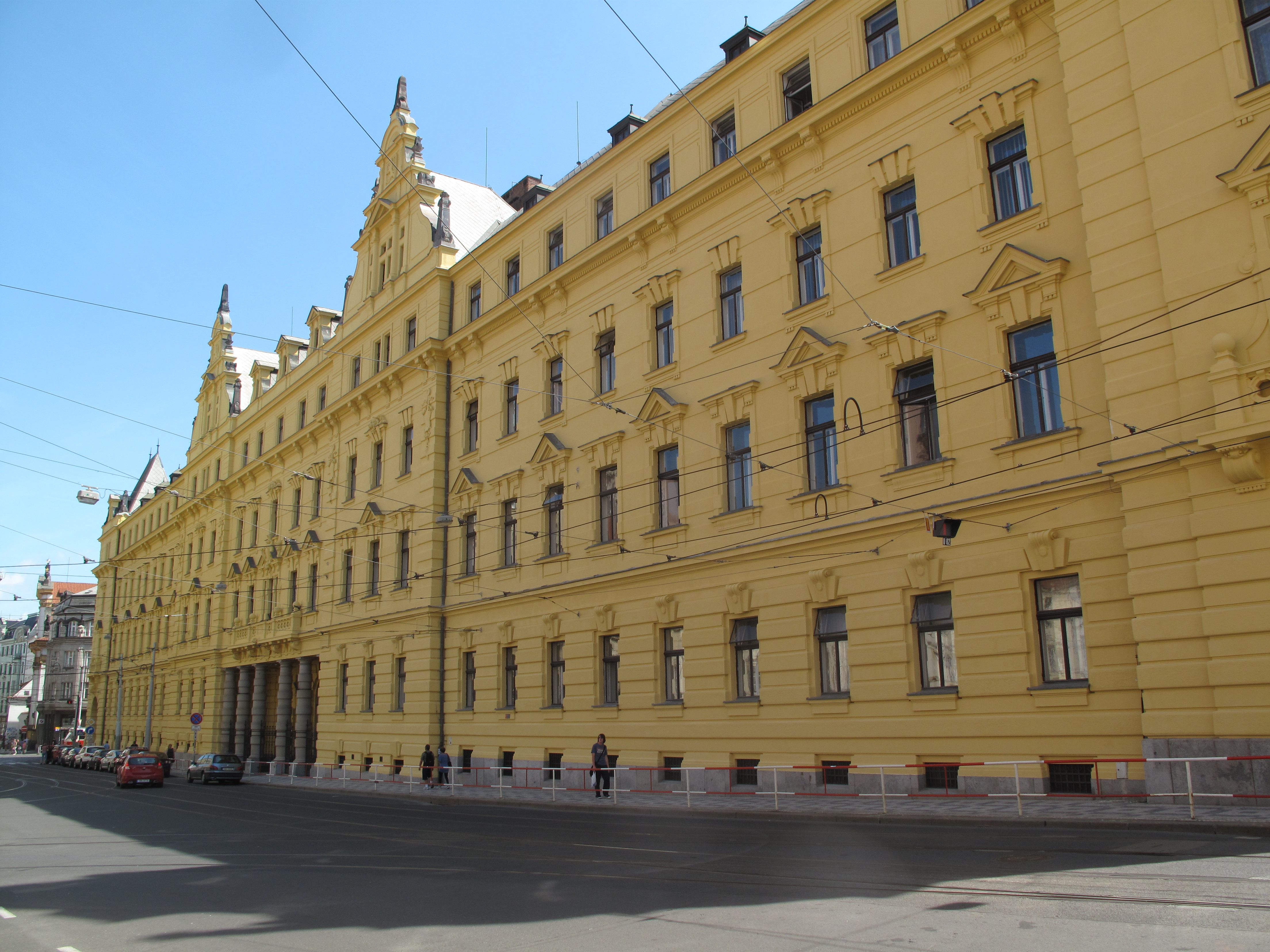
审理保释上诉的布拉格市法院，同时也是布莱斯案件的一审法院

审判于2013年2月4日开始。布莱斯作证称，在演出前他想查看俱乐部情况时，上帝羔羊乐队的技术人员告诉他，这家俱乐部条件很差，而且很混乱。据布莱斯表示，该技术人员还补充说舞台很小、人太多，情况相当危险。

布莱斯有近视，在登台前摘下了眼镜，加上现场的烟雾和灯光效果，他自称几乎处于半失明状态。布莱斯表示，当时观众很容易接近乐队成员，甚至爬上舞台。一名被捷克媒体确认为米兰·波拉代克（Milan Pořádek）的乐迷在庭审中被安排作证。据称，他在演出期间两次未经阻拦就成功登上舞台。布莱斯作证说，第一次时，波拉代克冲上舞台，挥舞着双臂，然后跳入人群。第二次，他试图伸手抱住布莱斯，想与他拥抱。布莱斯表示，自己认为这存在危险，于是抓住了波拉代克的衣领，将他按倒在地，跪在他身上，并多次告诉他停下来。随后，他抓着这名乐迷的头发将他带到舞台边缘，而该乐迷失去平衡后跳了下去。直到后来观看事件录像时，布莱斯才意识到，当时有一名安保人员正在从背后推搡那名乐迷。布莱斯还表示，在那之后，他还看到波拉代克再次试图登上舞台，最终才被安保人员阻止。
后来，当另一名乐迷失去平衡试图爬上舞台时，布莱斯以为又是波拉代克。他作证说，自己走近那名乐迷，用双手将他推下了舞台，原本以为人群会接住他，但事实并非如此。拍摄了此前波拉代克事件的视频作者吉里·霍罗什（Jiří Choroš）作证说，那名乐迷失倒在地上片刻，却没有人上前帮助。布莱斯还表示，他看到那名乐迷随后站了起来，并注意到其他乐迷对他竖起了大拇指。他坚称自己从未见过诺塞克，也未与他有过任何接触。直到两年后被逮捕，他才得知诺塞克已经死亡。
布莱斯进一步作证称，他在演出期间并未饮酒，也从未使用过任何毒品。上帝羔羊乐队的鼓手克里斯·阿德勒（Chris Adler）作证表示，他站在舞台后方，并未看到事发过程。他还强调，布莱斯在台上的攻击性表现只是舞台表演的一部分。据克里斯·阿德勒所说，布莱斯平时是一个冷静、克制且博学的人。辩护方还提交了多段上帝羔羊乐队其他演唱会的视频，用以说明金属音乐充满能量，布莱斯经常与观众互动欢呼，但这只是为了活跃气氛，并非鼓励观众爬上舞台。
布莱斯还表示，在得知诺塞克去世后，他曾写信给诺塞克的家人，表示愿意提供帮助并希望能当面致意。然而，丹尼尔·诺塞克的父亲作证称，家人从未收到来自乐队或布莱斯本人、或是其辩护团队的任何联系。他同时确认，自己的儿子在事发当天之前身体健康。诺塞克家族的代理人提出了总额为1000万捷克克朗（约合53万美元）的民事赔偿请求。

### 庭审第二天

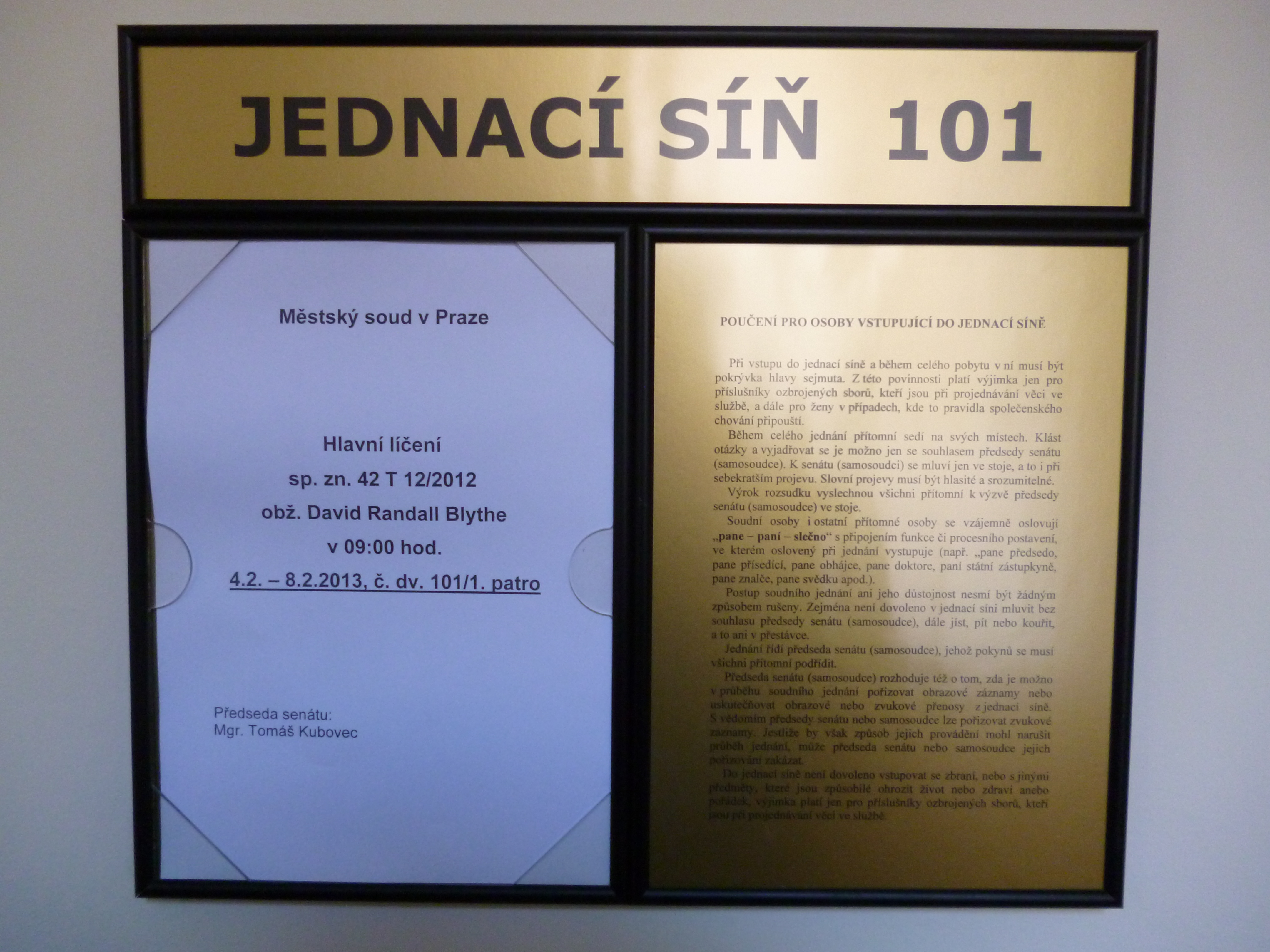
法庭名单

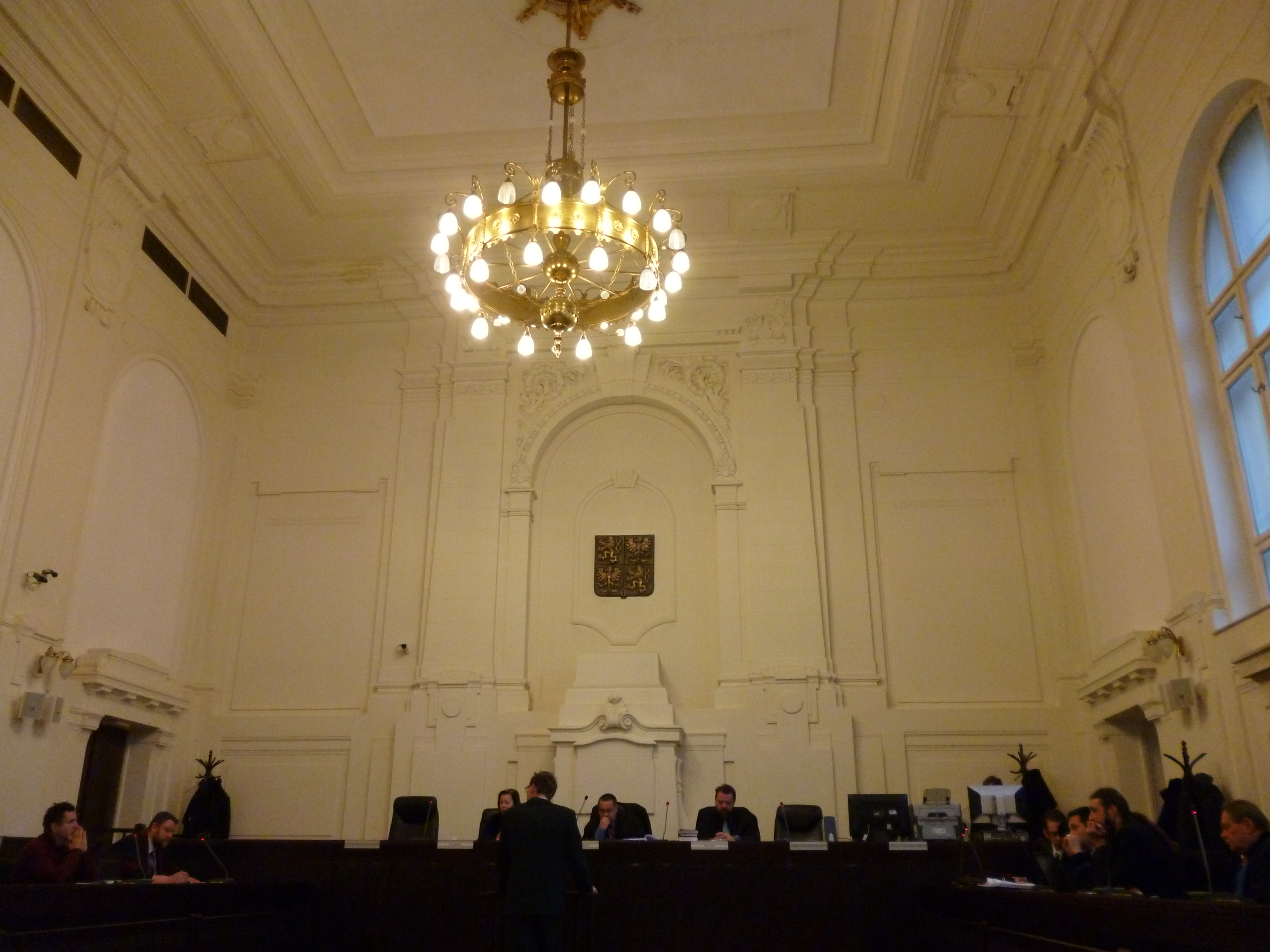
布拉格市法院101号法庭

2013年2月5日，共有八名证人出庭作证。其中包括丹尼尔·诺塞克的朋友。诺塞克与三名朋友从位于布拉格东北方向约130公里（81英里）山区城镇弗尔赫拉比赶来参加这场演出。他们形容诺塞克是上帝羔羊乐队的狂热粉丝，在演出开始前还成功从一名吉他手那里获得了签名。
诺塞克的朋友扬·耶巴维（Jan Jebavý）作证称，诺塞克当时爬上了舞台，在转身面向观众时被布莱斯用手推下了台。他表示自己“百分之百确定是布莱斯用双手将诺塞克推下去的”。他还指出，布莱斯的行为与他过去参加过的所有演出都不同，并评论说布莱斯当时明显非常愤怒。耶巴维还声称，诺塞克并不是第一个被布莱斯赶下舞台的人，之前还有一名乐迷失去平衡被布莱斯踢、掐脖子并挨了一拳。他同时证实了布莱斯的说法：在诺塞克跌落后，布莱斯曾问“你还好吗？”，而人群中有人回应说“没事”。不过，据耶巴维所说，诺塞克在演出结束后身体出现不适，他们随即叫了救护车。他还表示，乐队并未提醒观众不要登上舞台，安保人员对此也未予以重视。
诺塞克的另一位朋友翁德雷·弗拉赫（Ondřej Vlach）作证称，诺塞克摔倒发生在演唱会正场结束、乐队准备返场之间的休息时段。当时诺塞克和另一名乐迷失去平衡一起爬上舞台，而乐队成员正离开舞台前往后台。据他描述，布莱斯冲向这两名乐迷，并将他们一同推下了舞台。另一名乐迷失倒时被台下几名观众接住，而诺塞克则直接摔在了地上。弗拉赫还表示，由于是中场休息，舞台前的观众比平时少了一些。他补充说，诺塞克摔倒后走到长椅上坐下，朋友给他拿了一瓶水。大约半小时后，诺塞克开始呕吐，朋友们发现他的后脑勺有一个肿块，担心他可能有脑震荡，于是叫了救护车。弗拉赫还提到，他认为布莱斯在中场休息时做出的动作是对观众的一种示意，像是在邀请大家上台。
另一位出庭作证的是罗伯特·哈韦尔卡（Robert Havelka），他在事发当晚担任安保人员。哈韦尔卡表示，舞台护栏距离舞台很近，但还不至于成为观众登台的踏脚点。他作证称，自己曾将一人从舞台上拉下来，而另一人则在他能够阻止之前已经摔了下去。他还进一步表示，那名乐迷失去平衡跌落时，可能有人协助了这一过程，也许是布莱斯所为，但他并没有清楚看到具体情况。
布莱斯的辩护团队指出，多名证人在2010年事发后所作的陈述与在法庭上的证词之间存在矛盾。例如，其中一名证人最初声称诺塞克与布莱斯曾在舞台上握手，或其中一人向对方伸出了手；但在庭审中，他改口称两人在事发前并未有过任何接触。布莱斯还辩称，法庭播放的视频证据驳斥了有关他行为具有攻击性的指控。

### 庭审第三天
米兰·波拉代克（Milan Pořádek）——即布莱斯承认曾将他推下舞台的那名乐迷——在审判第三天出庭作证。波拉代克表示，他曾两次登上舞台并跳入观众群，第三次尝试上台时改变了主意。他作证称，布莱斯将他击倒在地，跪在他身上并压制了一小会儿，但布莱斯并没有掐他的脖子。他还承认，考虑到自己当时喝醉了并且行为举止不当，布莱斯的反应是适当的。他同时表示，自己明白当时并不受欢迎出现在舞台上。

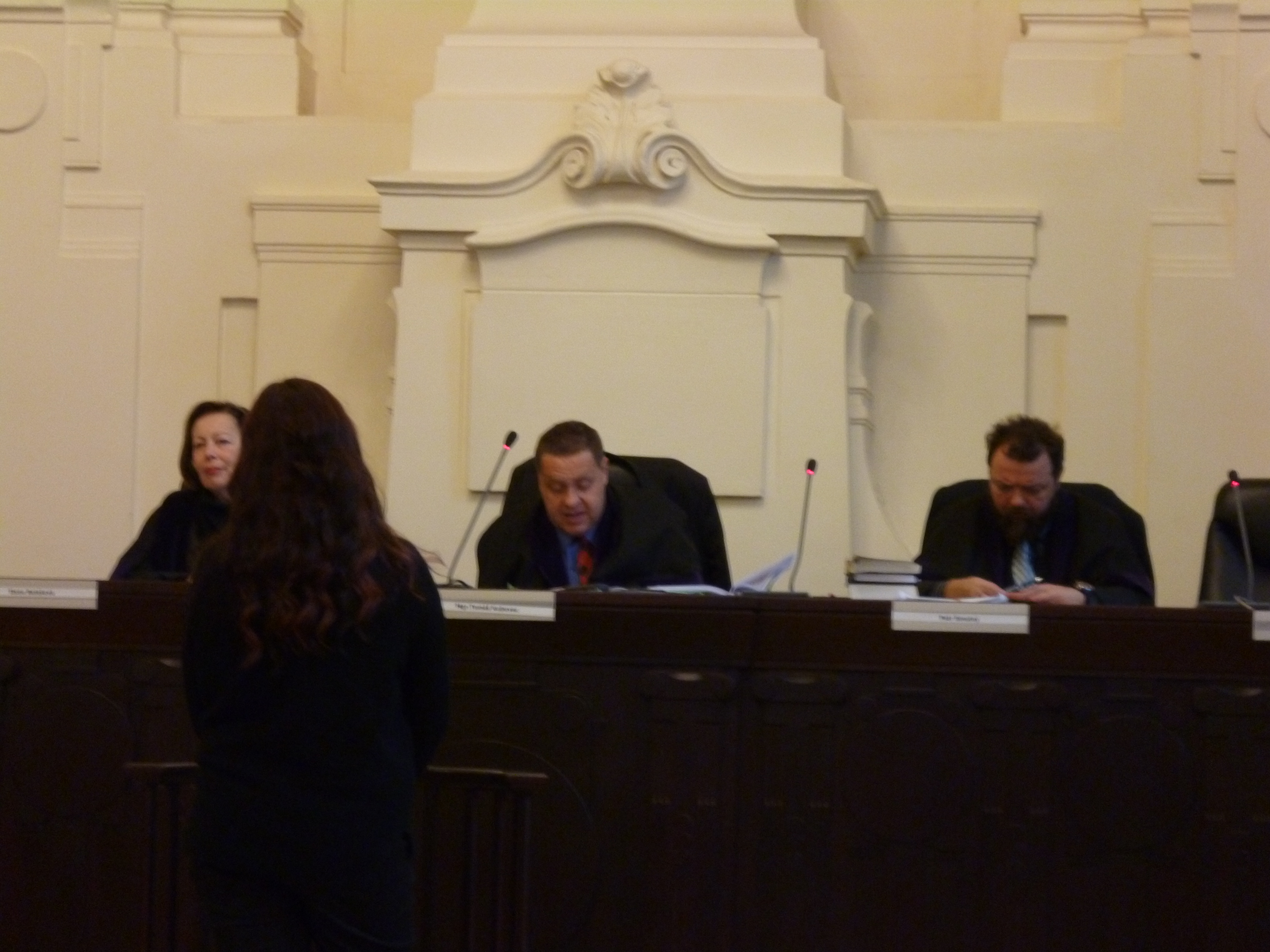
2013年2月6日，一名证人在由三名法官组成的合议庭前出庭作证（中间为主审法官托马斯·库博维茨(Tomáš Kubovec）。

另一名坐在人群后方观看演出的证人作证称，布莱斯的行为在金属音乐演唱会中属于常见现象。她表示，金属乐队通常都会表现出愤怒和强硬的姿态，而这场演出也不例外。她说，很明显布莱斯并不希望有乐迷失去平衡出现在舞台上。不过，当天出庭的这两人以及其他任何证人均未就诺塞克在演唱会结束时跌落那一刻的具体情况提供证词。
法官还宣读了一份来自俱乐部阿巴顿（Abaton）前制作人的书面证词。她在证词中表示，自己当时并不知晓事件的发生。她知道当晚曾叫过救护车，但直到后来警方调查时才了解到具体原因。法庭还得知，上帝羔羊乐队曾向演出场地发送了一份安保要求清单，其中包括舞台前方应设置距离至少1.5米的围栏。主办方托马斯·菲亚拉（Tomáš Fiala）作证称，尽管这一要求并未被落实，但乐队在演出前后也未向他表达过任何相关担忧。
当天，兰迪·布莱斯再次被传唤出庭作证。法官首先提醒他有权保持沉默，并可以选择不回答某些问题。法官回顾了布莱斯之前的证词，并结合先前几位证人的陈述，问他是否仍然坚持认为自己推下舞台的是米兰·波拉代克（Milan Pořádek）。布莱斯回应道：“据我所知，每次上台的都是米兰·波拉代克。”
当天，医学专家证人米哈尔·波戈希（Michal Pogoši）也出庭作证。据《布拉格邮报》（The Prague Post）报道，波戈希作证称，诺塞克的死因是脑干受到撞击后引发的肺炎。他补充说：“这类损伤的死亡率约为40%，医生们已经尽了最大努力去挽救病人。”诺塞克在事发后首先被送往距离演出场地不到一公里的一家医院进行初步诊断。由于这家医院没有专业的神经科，他在确诊后被转送至另一家医院接受治疗。在那里，诺塞克接受了两次手术，第一次用于处理伤势，第二次则通过移除部分颅骨来减轻脑部压力。
最后，由于一名关键证人突发疾病，辩护方请求休庭。法院决定听证会于次日继续进行，随后休庭至2013年3月4日，以便听取辩护方证人的证词。布莱斯承诺将在审判恢复时如期出席。

### 庭审第四天
2013年2月7日，在听证会休庭前只有一名证人出庭作证。
卢卡什·哈夫莱纳（Lukáš Havlena）在报纸上读到关于审判的报道后主动联系了辩护方，因为他“对之前证人描述的情况感到不满”。他表示，自己并不认为布莱斯那晚表现得具有攻击性，并指出观众应该明白舞台上展现出的任何激烈行为都只是表演的一部分。他还说，每当有人登上舞台时，布莱斯都会明确表示他们不受欢迎。哈夫莱纳作证称，他看到一名乐迷失去平衡试图三次登台，在其准备跳入观众群时，有人从背后协助了他的下落。他并未看到有人直接摔在地上。由于他曾多次在不同日期前往阿巴顿俱乐部观看演出，因此在回忆细节时遇到困难，无法准确描述护栏的具体位置等信息。

### 庭审第五天

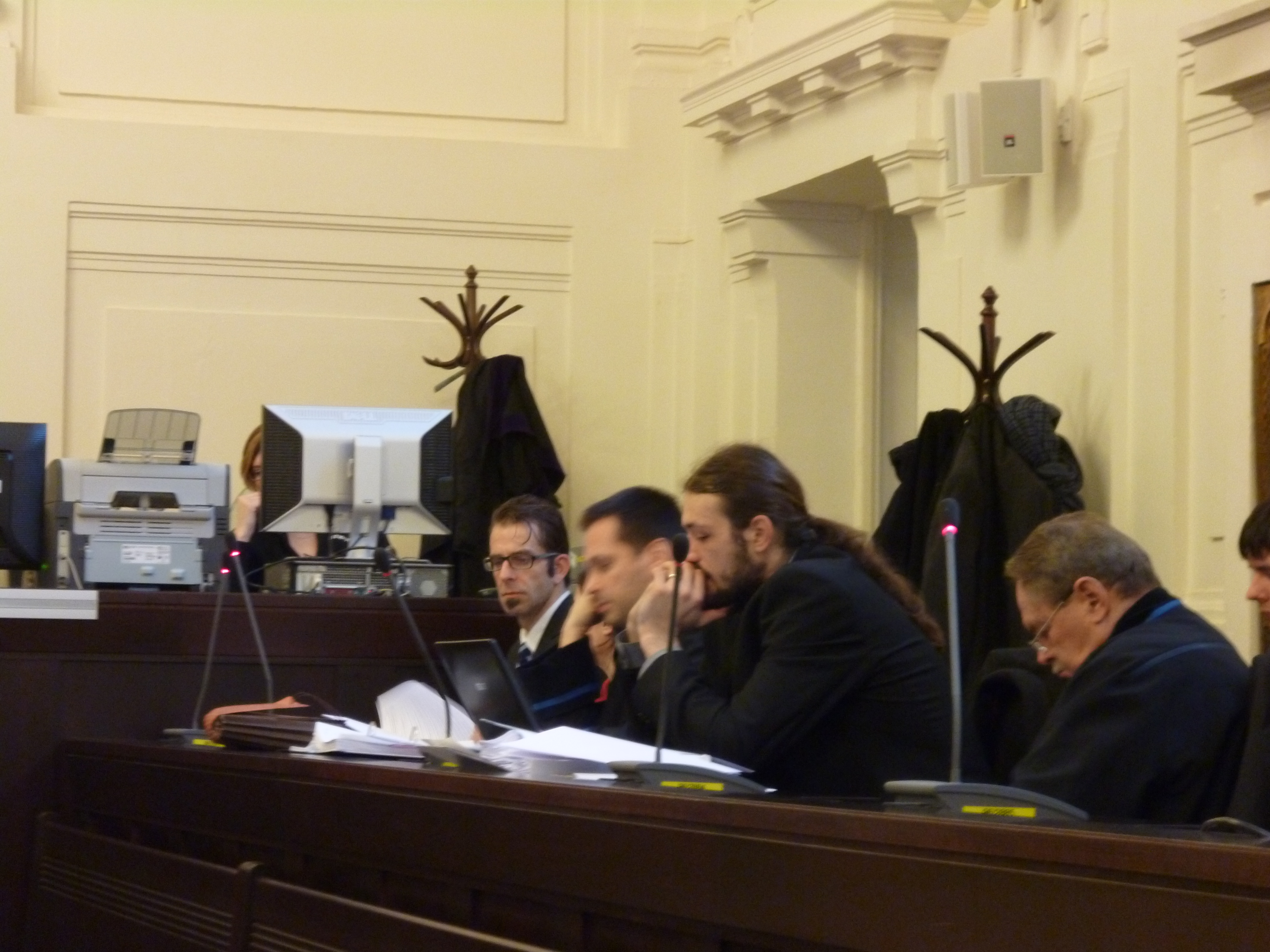
兰迪·布莱斯和他的辩护团队

2013年3月4日，审判恢复进行，两名专家证人出庭作证：犯罪心理学专家特雷莎·苏科波娃（Tereza Soukupová），由法院指定；以及精神病学专家阿莱娜·加约娃（Alena Gayová），由辩护方指定。尽管主审法官表示在此阶段听证会可在其缺席情况下继续进行，布莱斯仍亲自返回出席审理。两位专家一致认为布莱斯并非具有攻击性的人，不过在压力之下，他可能在情绪控制方面存在问题。法庭还听取了另外两名目击者的证词。其中一名是当时在场的保镖，他虽未目睹跌落过程，但作证称，在出口处时，他曾看到两人搀扶着第三人走出场地呼吸新鲜空气，并被告知此人是从舞台上跌落的。救护车在5至10分钟后抵达现场。
另一位目击者是一名乐迷阿莱娜·罗齐瓦洛娃（Alena Rozsívalová），她作证称自己看到布莱斯将诺塞克推开，并表示：“他（诺塞克）爬上了舞台，当他试图站起来时，布莱斯把他推了下去。”据她描述，这一推的力度足以让诺塞克跌落到观众前排之后，当时那个位置并没有人站着。她还作证说，诺塞克是向后倒下的。当天出庭的另一名音乐会参与者则表示，不记得在演唱会结束时有看到任何人跌倒。

### 庭审第六天
3月5日，由辩护方指派的生物力学领域专家证人出庭作证。他表示，诺塞克在坠落过程中不可能完成180度的身体翻转；如果他是面朝下坠落，就不会造成后脑受伤。他还指出，如果诺塞克是越过第一排观众跌落下去的，那么他不仅被人推了，他自己也一定做出了跳跃的动作。对此，检察官立即对这一证词提出质疑，指出该专家忽略了事发当时现场的具体情况以及部分目击证人的陈述——根据这些证词，诺塞克从一开始就是仰面跌落，并未在空中发生身体翻转。主审法官在部分观点上支持了检察官的意见。
在结案陈词中，检察官请求法院判处布莱斯五年监禁，并表示：“就连幼儿园的小孩都知道，从高处跌落可能会导致受伤。”
诺塞克家族的代表表示，根据证人证词，家人并不认为布莱斯应负全部责任。他同时表示，不会具体说明所要求的赔偿金额，因为无论多少钱都无法弥补家庭所遭受的损失。他还补充道，丹尼尔是在他父亲生日当天去世的，他的母亲因此患上精神疾病，无法继续工作。

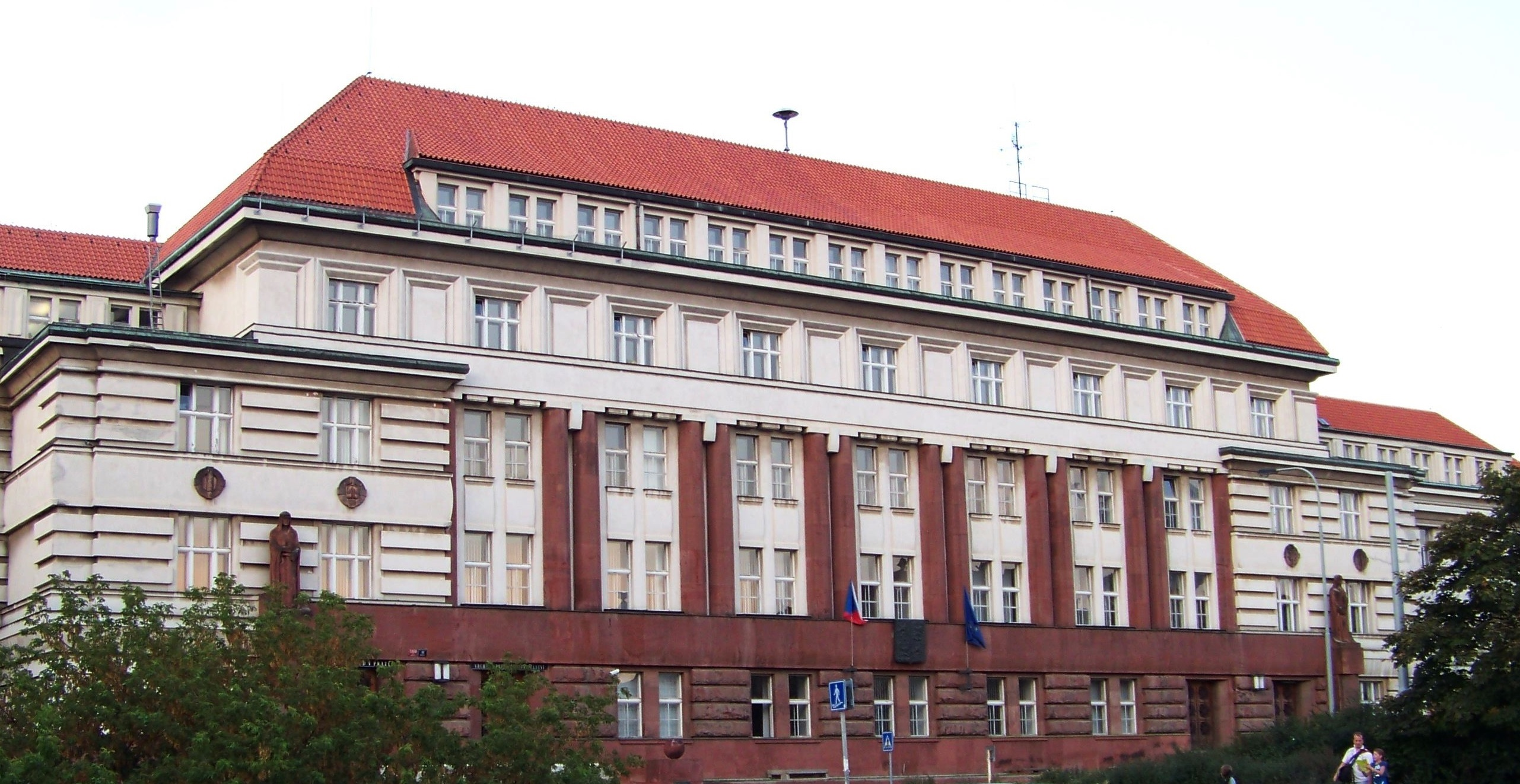
布拉格高等法院维持了布莱斯的无罪判决。法院大楼通过一条隧道与潘克拉茨监狱相连，布莱斯曾在该监狱被关押了 5 周。

在最后陈述中，布莱斯表示自己并不想逃避任何责任，并强调如果他认为自己有罪，就会选择认罪。他还补充说，如果被判无罪，乐队将会采取措施，防止类似事件再次发生在“上帝羔羊”的音乐会上。

### 一审判决
2013年3月5日，法院作出判决，认定布莱斯对诺塞克的死亡不负刑事责任，尽管他在道义上应承担责任。因此，法院驳回了赔偿请求，并下令退还布莱斯的保释金。
法院认定，已证实布莱斯确实将诺塞克推下了舞台。然而，由于布莱斯有近视，他可能误将诺塞克当作此前多次翻越护栏的那名乐迷。法院指出，主办方和安保人员应承担主要责任。法官库博维茨（Kubovec）还进一步批评布莱斯未主动与诺塞克的家人见面。
州检察官宣布将对判决提出上诉。 

### 二审判决
检察官的上诉由布拉格高等法院三名法官组成的合议庭审理，主审法官为吉里·勒内奇卡（Jiří Lněnička）。听证会在布莱斯缺席的情况下举行。2013年6月5日，合议庭维持了对布莱斯的无罪判决。
该判决原本可由最高国家检察官向最高法院提出上诉。但由于最高国家检察官未在二审书面判决送达后两个月内提交上诉申请，判决现已正式生效。
2015年，布莱斯提出约1500万捷克克朗（当时约合70万美元）的损害赔偿请求，但布拉格第二区市法院驳回了该诉讼。

## 反应
在布莱斯被逮捕和羁押后，一名乐迷在白宫官方请愿网站上发起了一项请愿活动。到布莱斯获保释放时，请愿已获得超过27,500个签名。
2012年7月7日，在布莱斯的朋友组织下，其家乡弗吉尼亚州里士满举行了守夜活动。活动现场，同样来自里士满的乐队Gwar主唱戴夫·布罗基（Dave Brockie）表示：“我认为逮捕他是不对的，把他关起来也是不对的……这类事情本来在他到达捷克之前，就可以通过外交或法律途径解决。”除了布罗基之外，其他几位重金属界的知名人物，如金属乐队Slayer主唱汤姆·阿雷亚（Tom Araya）和Disturbed主唱大卫·德雷曼（David Draiman）也公开表达了对布莱斯的支持。
在一篇博客文章中，布莱斯写道，他在审判结束后私下会见了诺塞克的家人，并承诺自己将成为“更安全演出的代言人”。他强调，这家人从未攻击过他，他们“只是想了解他们的儿子身上到底发生了什么”。
2020年，在一次Reddit的问答活动中，布莱斯表示自己愿意再次在捷克共和国演出，而且他“在那里并没有受到不公正对待”，但同时他也提到，是否成行需考虑到诺塞克家人的感受。